# Indianoinocellia mayana
Indianoinocellia mayana is een kameelhalsvliegensoort uit de familie van de Inocelliidae. 
Indianoinocellia mayana werd voor het eerst wetenschappelijk beschreven door U. Aspöck et al. in 1992.